# Reches Sorek
Reches Sorek (hebrejsky: רכס שורק) je hora o nadmořské výšce 714 metrů v centrálním Izraeli, v pohoří Judské hory.
Nachází se cca 12 kilometrů jihozápadně od centra Jeruzaléma, cca 11 kilometrů východně od města Bejt Šemeš a cca 3 kilometry severně od obce Mevo Bejtar. Má podobu zalesněné výšiny, kterou na jihu lemují prudké srázy kaňonu vádí Nachal Refa'im, na severu na stejně prudký zářez údolí potoka Sorek, do kterého pak západně odtud Nachal Refa'im ústí. Podél Nachal Refa'im a od soutoku podél Soreku vede železniční trať Tel Aviv-Jeruzalém. Údolím Sorek vede lokální silnice číslo 386. Na hoře se dochovaly zbytky starých vinařských lisů. Vrch je turisticky využíván. Pás strmých srázů lemujících údolí Nachal Refa'im a Soreku pokračuje oběma směry odtud. Na východě je to hora Har Salmon a hřbet Šluchat Salmon, na západě vrch Har Pitulim, na jihu Har Refa'im.